# Скуа
Вижте пояснителната страница за други значения на Скюа.
Скуа (Stercorarius skua) е вид птица от семейство Морелетникови (Stercorariidae). Среща се и в България.

## Разпространение
Видът е разпространен в Исландия, Норвегия, Шотландия и Фарьорските острови.